# Balamir Emren
Balamir Emren (Istanbul, 22 ottobre 1985) è un attore turco, noto per aver interpretato il ruolo di Engin Kavaklıoğlu nella serie Bitter Sweet - Ingredienti d'amore (Dolunay).

## Biografia
Balamir Emren è nato il 22 ottobre 1985 a Istanbul (Turchia), fin da piccolo ha mostrato un'inclinazione per la recitazione.

## Carriera
Balamir Emren dal 2008 al 2011 ha fatto la sua prima apparizione come attore con il ruolo di Mert nella serie Akasya Duragi. Nel 2012 ha ricoperto il ruolo di Asker Asim nella miniserie Korkma. L'anno successivo, nel 2013, ha interpretato il ruolo di Cem nella serie Askin Bedeli. Nel 2016 ha recitato nei film Yola Geldik diretto da Haydar Isik, in Ammar 2: Cin Istilasi diretto da Özgür Bakar e in Ammar 2: Cin Istilasi diretto da Özgür Bakar.
Nel 2017 è entrato a far parte del cast della serie Bitter Sweet - Ingredienti d'amore (Dolunay), nel ruolo di Engin Kavaklıoğlu e dove ha recitato insieme ad attori come Özge Gürel, Can Yaman, Hakan Kurtaş e Öznur Serçeler. Nello stesso anno ha interpretato il ruolo di Ozan nel film Semur: Seytanin Kabilesi diretto da Gökhan Aksu. Nel 2018 ha recitato nel film Bordo Bereliler 2: Afrin diretto da Erhan Baytimur. Nel 2021 ha recitato nei film Mucize Doktor (nel ruolo di Sarp) e in Masumlar Apartmani (nel ruolo di Kemal).

## Filmografia

### Cinema
- Yola Geldik, regia di Haydar Isik (2016)
- Seytanin Çocuklari-El Ebyaz, regia di Vedat Dikmetas e Oya Koksal (2016)
- Ammar 2: Cin Istilasi, regia di Özgür Bakar (2016)
- Semur: Seytanin Kabilesi, regia di Gökhan Aksu (2017)
- Bordo Bereliler 2: Afrin, regia di Erhan Baytimur (2018)

### Televisione
- Akasya Duragi – serie TV (2008-2011)
- Korkma – miniserie TV (2012)
- Askin Bedeli – serie TV (2013)
- Bitter Sweet - Ingredienti d'amore (Dolunay) – serial TV (2017)
- Mucize Doktor – serie TV (2021)
- Masumlar Apartmani – serie TV (2021)

## Doppiatori italiani
Nelle versioni in italiano dei suoi film e delle sue serie TV, Balamir Emren è stato doppiato da:
- Massimo Triggiani[13] in Bitter Sweet - Ingredienti d'amore[14]